# 弗雷内勒堡
弗雷内勒堡（法語：La Ferté-Frênel，法語發音：[la fɛʁte fʁɛnɛl] ⓘ）是法国奥恩省的一个旧市镇，位于该省东北部，属于阿让唐区。2016年1月1日，弗雷内勒堡和相邻的另外9个市镇合并为新市镇乌什堡（La Ferté-en-Ouche），弗雷内勒堡为新市镇行政中心。

## 地理
弗雷内勒堡（48°50'30"N, 0°30'39"E）面积7.7 平方千米，位于法国诺曼底大区奧恩省，该省份为法国西北部内陆省份，北起顺时针与卡爾瓦多斯省、厄尔省、厄尔-卢瓦省、萨尔特省、马耶讷省和芒什省接壤。
与弗雷内勒堡接壤的市镇（或旧市镇、城区）包括：昂桑、戈维尔、拉贡夫里耶尔。

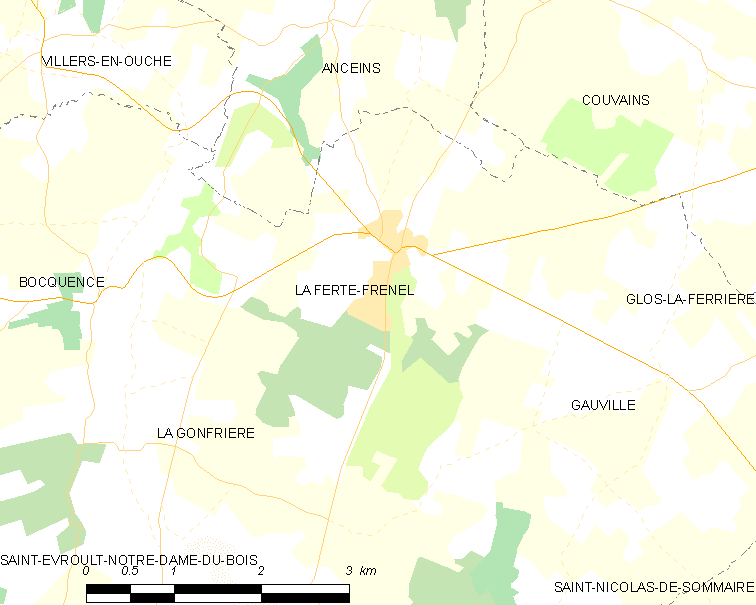
弗雷内勒堡的OSM定位图

弗雷内勒堡的时区为UTC+01:00、UTC+02:00（夏令时）。

## 行政
弗雷内勒堡的邮政编码为61550、61470，INSEE市镇编码为61167。

## 政治
弗雷内勒堡所属的省级选区为赖村县。

## 人口

1962-2008年间弗雷内勒堡人口变化图示

弗雷内勒堡于2018年1月1日时的人口数量为623人。